# Risboskogens naturreservat
Risboskogens naturreservat är ett naturreservat i Uppsala kommun i Uppsala län.
Området är naturskyddat sedan 2012 och är 26 hektar stort. Reservatet består av mossrik grandominerad skog med inslag av tall och björk samt enstaka asp. 